# Aurskog-Høland
Gmina Aurskog-Høland (norw. Aurskog-Høland kommune) – norweska gmina leżąca w regionie Viken. Jej siedzibą jest miasto Bjørkelangen.
Aurskog-Høland jest 110. norweską gminą pod względem powierzchni.

## Demografia
Według danych z roku 2005 gminę zamieszkuje 13 275 osób, gęstość zaludnienia wynosi 13,81 os./km². Pod względem zaludnienia Aurskog-Høland zajmuje 80. miejsce wśród norweskich gmin.
| ludność stan na 1 stycznia 2005 |         |           |        |
|                                 | kobiety | mężczyźni | razem  |
| osób                            | 6650    | 6625      | 13 275 |
| %                               | 50,09%  | 49,91%    | 100%   |

| wykształcenie stan na 1 października 2004 |        |         |        |        |
|                                           | podst. | średnie | wyższe | niezn. |
| osób                                      | 3121   | 5935    | 1345   | 150    |
| %                                         | 29,58% | 56,25%  | 12,75% | 1,42%  |

## Edukacja
Według danych z 1 października 2004:
- liczba szkół podstawowych (norw. grunnskolar): 7
- liczba uczniów szkół podst.: 1794

## Władze gminy
Według danych na rok 2011 administratorem gminy (norw. rådmann) jest Siri Hovde, natomiast burmistrzem (norw. ordfører, d. borgermester) jest Gudbrand Kvaal (kommunestyrevalget 2019)